# Prowincja Lạng Sơn
Lạng Sơn wymowaⓘ – prowincja Wietnamu, znajdująca się w północnej części kraju, w Regionie Północno-Wschodnim. Na północy prowincja graniczy z Chinami.

## Podział administracyjny
W skład prowincji Lạng Sơn wchodzi dziesięć dystryktów oraz jedno miasto.
- Miasta:

1. Lạng Sơn

- Dystrykty:

1. Bắc Sơn
2. Bình Gia
3. Cao Lộc
4. Chi Lăng
5. Đình Lập
6. Hữu Lũng
7. Lộc Bình
8. Tràng Định
9. Văn Lãng
10. Văn Quan